# تشارلز-لويس روشا
تشارلز-لويس روشا هو سياسي سويسري، ولد في 20 نوفمبر 1946 في كانتون فود في سويسرا. نشط حزبياً في الحزب الليبرالي السويسري. وقد انتخب Councillor of State ‏ (1998 – 2007).